# 二鬼子
二鬼子（アーグイズ、中: èr guǐzi、朝: 얼구이쯔）とは、中国大陸が日本の支配下に置かれていた時期に、満州に住んでいた中国人が朝鮮人に対して用いた中国語の蔑称。『朝鮮日報』によると、日本が満州国において、朝鮮人を「2等公民」、中国人を「3等公民」として認識させる政策を取った結果、中国人は朝鮮人に敵意を抱くようになったという。
当時、中国人は日本人を日本鬼子と呼び、その手先と見做した朝鮮人を二鬼子と呼んだ。似た意味の呼称に高麗棒子がある。